# أسالو (الريف الشرقي)
أسالو (بالفارسية: عسلو) هي منطقة سكنية تقع في إيران في قسم الريف الشرقي الريفي. يقدر عدد سكانها بـ 71 نسمة بحسب إحصاء 2016.